# Sanne Koolen
Pour les articles homonymes, voir Koolen.
Sanne Koolen est une joueuse néerlandaise de hockey sur gazon née le 23 mars 1996 à Nimègue. Elle a remporté avec l'équipe des Pays-Bas la médaille d'or du tournoi féminin aux Jeux olympiques d'été de 2020 à Tokyo.